# Setge de la Roca Sogdiana
La Roca Sogdiana , o la  Roca d'Ariamazes , era una fortalesa a la Sogdiana, capturada per les tropes d'Alexandre el Gran l'any 327 aC
Oxiartes de Bactriana havia enviat la seva dona i les seves filles, una d'elles anomenada Roxana, per refugiar-se a la fortalesa, ja que es creia que era impenetrable i estava proveïda per aguantar un llarg setge.
Quan Alexandre va preguntar als seus defensors si volien rendir-se, van rebutjar l'oferta, indicant que Alexandre necessitaria "homes alats" per capturar la fortalesa.
Alexandre va buscar voluntaris que fossin capaços d'escalar els cingles sobre els quals s'elevava la fortalesa. Es van presentar 300 homes que en setges anteriors havien adquirit experiència escalant. Ajudant-se de cordes i clavilles, van escalar el penya-segat durant la nit; durant l'ascens van morir uns 30 homes.
Seguint les ordres d'Alexandre, van indicar que havien assolit l'objectiu agitant trossos de tela de lli. Alexandre va enviar a un emissari perquè anunciés la notícia als enemics, indicant que havien de rendir sense demora, ja que els seus "homes alats" havien pres posicions al cim. Els defensors de la fortalesa, sorpresos i desmoralitzats, van decidir rendir-se. Alexandre es va enamorar de Roxana després del setge i va acabar casant-se amb ella.
El Setge de la Roca Sogdiana, juntament amb la Batalla de les Termòpiles i altres accions militars, se segueixen utilitzant en les acadèmies militars per demostrar que un grup petit d'homes ben entrenats pot causar un impacte més gran al que correspondria pel seu nombre.